# 756 до н. е.

## Події
За Євсевієм, місто Трапезунт (давньогрец. Τραπεζοῦς, Трапезус) було засноване на території Колхіди вихідцями з Синопу. Також, можливо, вихідцями з Мілету було засновано Кизик.

### Астрономічні явища
- 31 січня. Повне сонячне затемнення.[1]
- 27 липня. Кільцеподібне сонячне затемнення.[1]